# Flabbe
Een flabbe of dubbele jager is een oude stad-Groninger munt van vier stuiver. Voor de Reductie van 1594 was de waarde van de flabbe vier stuiver Gronings, na de Reductie vier stuiver Brabants. 1 Groningse stuiver = 3/4 Brabantse stuiver. De flabbe werd in 1561 geïntroduceerd en voor het laatst geslagen in 1649.
De flabbe had aanvankelijk een zilvergehalte van 0,500 en een massa van 4,73 gram, maar door de lokale geldhervorming en geldverslechtering was dat in 1649 gedaald tot 0,493 en 3,85 gram.
Op de voorkant staat het stadswapen binnen een vierpas en op de keerzijde is een kort, dat wil zeggen tot de binnencirkel reikend, leliekruis afgebeeld met in het open hart het stedelijke dwarsbalkschild.
Tijdens opgravingen in de Flevopolder naar een schip uit de Tachtigjarige Oorlog werden bijna vijftig zilveren munten gevonden, verpakt in twee rollen. Van deze munten waren er twee Spaanse halve realen en veertien Groninger flabben.